# Enric Gallego
Enric Gallego Puigsech, né le 12 septembre 1986 à Barcelone (Espagne), est un footballeur espagnol évoluant au poste d'attaquant au CD Tenerife.

## Biographie
Enric Gallego inscrit 16 buts en troisième division espagnole en 2016-2017, puis 28 buts en 2017-2018.
Il inscrit ensuite 15 buts en deuxième division espagnole lors de la première moitié de saison 2018-2019. Il est notamment l'auteur d'un triplé sur la pelouse du Rayo Majadahonda en septembre 2018, puis d'un quadruplé lors d'un déplacement au Reus Deportiu en novembre 2018. Il découvre ensuite lors de la seconde partie de saison, la première division espagnole avec le club de la SD Huesca, lanterne rouge du championnat. Le 1er février 2019, Gallego inscrit son premier but en Liga contre le Real Valladolid et aide Huesca à remporter le troisième match de sa saison par le score de 4 à 0. Il marque cinq buts au total en championnat mais Huesca est relégué à la fin de la saison.
Le 8 juillet 2019, Gallego signe au Getafe CF,. Il échoit du numéro dix.
Gallego dispute son premier match européen le 19 septembre contre le Trabzonspor en phase de groupe de la Ligue Europa. Cependant, il peine à se faire une place dans l'effectif, barré par des attaquants comme Jaime Mata ou Ángel.  Gallego ne dispute que neuf rencontres toutes compétitions confondues, dont cinq de championnat. L'arrivée de Deyverson au mercato hivernal scelle le sort de l'espagnol.
Gallego est prêté au CA Osasuna pour le reste de la saison le 28 janvier 2020. Si le club navarrais parvient à se maintenir en première division, le joueur s'engage pour deux saisons contre la somme de deux millions d'euros. Il arrive pour compenser la blessure d'Ezequiel Ávila.
Le 2 février, Gallego fait ses débuts en remplaçant Marc Cardona durant une défaite 1-3 contre le Villarreal CF.

## Statistiques
| Saison                | Club                    | Championnat           | Championnat | Championnat | Coupe(s) nationale(s) | Coupe(s) nationale(s) | Compétition(s) continentale(s) | Compétition(s) continentale(s) | Compétition(s) continentale(s) | Plays-off | Plays-off | Total | Total |
| Saison                | Club                    | Division              | M.          | B.          | M.                    | B.                    | Comp.                          | M.                             | B.                             | M.        | B.        | M.    | B.    |
| 2009-2010             | Espanyol de Barcelone B | Segunda División B    | 17          | 2           | -                     | -                     | -                              | -                              | -                              | -         | -         | 17    | 2     |
| 2013-2014             | CF Badalona             | Segunda División B    | 21          | 2           | -                     | -                     | -                              | -                              | -                              | -         | -         | 21    | 2     |
| 2014-2015             | UE Olot                 | Segunda División B    | 11          | 0           | -                     | -                     | -                              | -                              | -                              | -         | -         | 11    | 0     |
| Sous-total            | Sous-total              | Sous-total            | 49          | 4           | -                     | -                     | -                              | -                              | -                              | -         | -         | 49    | 4     |
| 2014-2015             | UE Cornellà             | Segunda División B    | 14          | 3           | -                     | -                     | -                              | -                              | -                              | -         | -         | 14    | 3     |
| 2015-2016             | UE Cornellà             | Segunda División B    | 31          | 9           | -                     | -                     | -                              | -                              | -                              | -         | -         | 31    | 9     |
| 2016-2017             | UE Cornellà             | Segunda División B    | 34          | 16          | 3                     | 2                     | -                              | -                              | -                              | -         | -         | 37    | 18    |
| 2017-2018             | UE Cornellà             | Segunda División B    | 19          | 18          | -                     | -                     | -                              | -                              | -                              | -         | -         | 19    | 18    |
| Sous-total            | Sous-total              | Sous-total            | 98          | 46          | 3                     | 2                     | -                              | -                              | -                              | -         | -         | 101   | 48    |
| 2017-2018             | Extremadura UD          | Segunda División B    | 14          | 10          | -                     | -                     | -                              | -                              | -                              | 6         | 1         | 20    | 11    |
| 2018-2019             | Extremadura UD          | Segunda División      | 19          | 15          | -                     | -                     | -                              | -                              | -                              | -         | -         | 19    | 15    |
| Sous-total            | Sous-total              | Sous-total            | 33          | 25          | -                     | -                     | -                              | -                              | -                              | 6         | 1         | 39    | 26    |
| 2018-2019             | SD Huesca               | Liga                  | 19          | 5           | -                     | -                     | -                              | -                              | -                              | -         | -         | 19    | 5     |
| Sous-total            | Sous-total              | Sous-total            | 19          | 5           | -                     | -                     | -                              | -                              | -                              | -         | -         | 19    | 5     |
| 2019-2020             | Getafe CF               | Liga                  | 5           | 0           | 1                     | 0                     | C3                             | 3                              | 0                              | -         | -         | 9     | 0     |
| Sous-total            | Sous-total              | Sous-total            | 5           | 0           | 1                     | 0                     | -                              | 3                              | 0                              | -         | -         | 9     | 0     |
| 2019-2020             | CA Osasuna (prêt)       | Liga                  | 7           | 0           | -                     | -                     | -                              | -                              | -                              | -         | -         | 7     | 0     |
| Sous-total            | Sous-total              | Sous-total            | 7           | 0           | -                     | -                     | -                              | -                              | -                              | -         | -         | 7     | 0     |
| Total sur la carrière | Total sur la carrière   | Total sur la carrière | 211         | 80          | 4                     | 2                     | -                              | 3                              | 0                              | 6         | 1         | 224   | 83    |